# Diplycosia mogeana
Diplycosia mogeana är en ljungväxtart som beskrevs av Graham Charles George Argent. Diplycosia mogeana ingår i släktet Diplycosia och familjen ljungväxter. Inga underarter finns listade i Catalogue of Life.